# Olympische Winterspiele 1964/Bob
Bei den IX. Olympischen Winterspielen 1964 in Innsbruck fanden zwei Wettbewerbe im Bobfahren statt. Austragungsort war die Olympia-Bobbahn im Stadtteil Igls. Die Bahn war länger als die heutige: Sie war 1506 m lang, hatte einen Höhenunterschied von 138 m und besaß 13 Kurven. Das Durchschnittsgefälle betrug 9,2 %, das größte 14,04, das kleinste 3,8 %.

## Bilanz

### Medaillenspiegel
| Platz | Land           | Gold | Silber | Bronze | Gesamt |
| ----- | -------------- | ---- | ------ | ------ | ------ |
| 1     | Kanada         | 1    | –      | –      | 1      |
| 1     | Großbritannien | 1    | –      | –      | 1      |
| 3     | Italien        | –    | 1      | 2      | 3      |
| 4     | Österreich     | –    | 1      | –      | 1      |

### Medaillengewinner
| Konkurrenz | Gold                                                  | Silber                                                        | Bronze                                                        |
| ---------- | ----------------------------------------------------- | ------------------------------------------------------------- | ------------------------------------------------------------- |
| Zweierbob  | Anthony Nash, Robin Dixon                             | Sergio Zardini, Romano Bonagura                               | Eugenio Monti, Sergio Siorpaes                                |
| Viererbob  | Victor Emery, Peter Kirby, Douglas Anakin, John Emery | Erwin Thaler, Adolf Koxeder, Josef Nairz, Reinhold Durnthaler | Eugenio Monti, Sergio Siorpaes, Benito Rigoni, Gildo Siorpaes |

## Vorschau
Zur Ausgangslage im Bob erklärte der «Sport Zürich» in seiner Ausgabe vom 29. Januar 1964, dass zwar acht Jahre seit den letzten olympischen Bewerben vergangen seien, sich aber die Kräfteverhältnisse an der Spitze der Weltelite nicht wesentlich verschoben hätten. Die Italiener seien dank ihrer ausgezeichneten Bobfabrikaten nach wie vor führend. Mit Eugenio Monti, Sergio Zardini und Rinaldo Ruatti wurden im Zweierbob fünf Doppelsiege herausgefahren, dazu gingen die Titel im Viererbob „en masse“ nach Süden. Nur der Schweizer Hans Zoller (1957), die Deutschen Hans Rösch (1958) und Franz Schelle (1962) sowie der Amerikaner Arthur Tyler (1959) hätten die italienische Siegesserie im Vierer zu unterbrechen vermocht. Die Trainings hätten bestätigt, dass die Italiener die ersten Favoriten für die anstehenden olympischen Konkurrenzen seien. Chancen auf einen Medaillengewinn könnten dem Deutschen Erwin Thaler, Anthony Nash sowie Hans Zoller zugesprochen werden.

## Ergebnisse
(alle Ergebnisse in min)

### Zweierbob
| Platz | Land | Sportler                                        | 1. Lauf | 2. Lauf | 1. Tag  | 3. Lauf | 4. Lauf | Gesamt  |
| ----- | ---- | ----------------------------------------------- | ------- | ------- | ------- | ------- | ------- | ------- |
| 1     | GBR  | Großbritannien I: Anthony Nash, Robin Dixon     | 1:05,53 | 1:05,10 | 2:10,63 | 1:05,39 | 1:05,88 | 4:21,90 |
| 2     | ITA  | Italien II: Sergio Zardini, Romano Bonagura     | 1:05,63 | 1:05,13 | 2:10,76 | 1:05,21 | 1:06,05 | 4:22,02 |
| 3     | ITA  | Italien I: Eugenio Monti, Sergio Siorpaes       | 1:05,94 | 1:04,90 | 2:10,84 | 1:05,41 | 1:06,38 | 4:22,63 |
| 4     | CAN  | Kanada II: Victor Emery, Peter Kirby            | 1:05,15 | 1:05,93 | 2:11,08 | 1:05,96 | 1:06,45 | 4:23,49 |
| 5     | USA  | USA I: Lawrence McKillip, James Lamy            | 1:06,17 | 1:06,34 | 2:12,51 | 1:05,84 | 1:06,25 | 4:24,60 |
| 6     | EUA  | Deutschland I: Franz Wörmann, Hubert Braun      | 1:06,87 | 1:06,42 | 2:13,29 | 1:05,17 | 1:06,24 | 4:24,70 |
| 7     | USA  | USA II: Charlie McDonald, Chuck Pandolph        | 1:05,97 | 1:05,85 | 2:11,82 | 1:06,16 | 1:07,02 | 4:25,00 |
| 8     | AUT  | Österreich I: Erwin Thaler, Josef Nairz         | 1:05,72 | 1:06,98 | 2:12,70 | 1:06,48 | 1:06,33 | 4:25,51 |
| 9     | AUT  | Österreich II: Franz Isser, Reinhold Durnthaler | 1:06,94 | 1:06,71 | 2:13,65 | 1:07,40 | 1:07,04 | 4:28,09 |
| 10    | SUI  | Schweiz I: Hans Zoller, Robert Zimmermann       | 1:06,97 | 1:06,20 | 2:13,17 | 1:07,60 | 1:07,38 | 4:28,15 |

1. und 2. Lauf: 31. Januar 1964 
 3. und 4. Lauf: 1. Februar 1964
21 Bobs am Start, davon 19 in der Wertung.
Die Überraschung lieferten Nash/Dixon, die sich gegen die favorisierten italienischen Bobs durchsetzten, wenngleich Monti/Siorpaes im zweiten Lauf ein neuer Bahnrekord gelang (allerdings war der bisherige Rekord erst wenige Tage zuvor durch Nash/Dixon nur um eine Hundertstelsekunde schlechter gewesen). Auch die Kanadier Emery/Kirby, bei der hier im Vorjahr ausgetragenen Weltmeisterschaft überhaupt nicht im Blickfeld gewesen, hatten sich enorm verbessert. Österreich II entging im Vorlauf einem schlimmen Unfall, Steuermann Heinrich Isser musste aber mit Schulter- und Oberschenkelverletzungen in die Klinik gebracht werden. Franz Isser musste auf einen Ersatzschlitten und den Ersatzsteuermann Reinhold Durnthaler ausweichen. Belgien I konnte nicht antreten, da Bremser Claude Englebert bei einem Autounfall in der Nähe des Olympischen Dorfes Verletzungen erlitten hatte. Es herrschten am ersten Tag ideale Bahnverhältnisse. Nach zwei Läufen stand das Endklassement bis Rang 4 bereits fest.

### Viererbob
| Platz | Land | Sportler                                                                            | 1. Lauf | 2. Lauf | 1. Tag  | 3. Lauf | 4. Lauf | Gesamt  |
| ----- | ---- | ----------------------------------------------------------------------------------- | ------- | ------- | ------- | ------- | ------- | ------- |
| 1     | CAN  | Kanada I: Victor Emery, Peter Kirby, Douglas Anakin, John Emery                     | 1:02,99 | 1:03,82 | 2:06,81 | 1:03,64 | 1:04,01 | 4:14,46 |
| 2     | AUT  | Österreich I: Erwin Thaler, Adolf Koxeder, Josef Nairz, Reinhold Durnthaler         | 1:03,67 | 1:03,94 | 2:07,61 | 1:03,74 | 1:04,13 | 4:15,48 |
| 3     | ITA  | Italien II: Eugenio Monti, Sergio Siorpaes, Benito Rigoni, Gildo Siorpaes           | 1:03,43 | 1:04,07 | 2:07,50 | 1:04,02 | 1:04,80 | 4:15,60 |
| 4     | ITA  | Italien I: Sergio Zardini, Romano Bonagura, Sergio Mocellini, Ferruccio Dalla Torre | 1:03,95 | 1:04,10 | 2:08,05 | 1:03,59 | 1:04,25 | 4:15,89 |
| 5     | EUA  | Deutschland I: Franz Schelle, Otto Göbl, Ludwig Siebert, Josef Sterff               | 1:04,21 | 1:03,50 | 2:07,71 | 1:04,15 | 1:04,33 | 4:16,19 |
| 6     | USA  | USA I: Bill Hickey, Chuck Pandolph, Reg Benham, Bill Dundon                         | 1:03,90 | 1:04,11 | 2:08,01 | 1:04,43 | 1:04,79 | 4:17,23 |
| 7     | AUT  | Österreich II: Paul Aste, Herbert Gruber, Andreas Arnold, Hans Stoll                | 1:04,65 | 1:04,40 | 2:09,05 | 1:04,43 | 1:04,25 | 4:17,73 |
| 8     | SUI  | Schweiz II: Herbert Kiesel, Bernhard Wild, Hansruedi Beugger, Oskar Lory            | 1:04,33 | 1:04,54 | 2:08,87 | 1:04,65 | 1:04,60 | 4:18,12 |
| 9     | EUA  | Deutschland II: Franz Wörmann, Anton Wackerle, Rupert Grasegger, Hubert Braun       | 1:04,47 | 1:04,42 | 2:08,89 | 1:05,25 | 1:04,54 | 4:18,68 |
| 10    | SUI  | Schweiz I: Hans Zoller, Hans Kleinpeter, Fritz Lüdi, Robert Zimmermann              | 1:04,83 | 1:04,52 | 2:09,35 | 1:04,97 | 1:04,73 | 4:19,05 |

Datum: 5. Februar 1964 (1. und 2. Lauf), 6. Februar 1964 (3. Lauf), 7. Februar 1964 (4. Lauf)
18 Bobs am Start, davon 17 in der Wertung.
Der Viererbob-Bewerb hätte schon am 4. Februar starten sollen, jedoch brachte Tauwetter den Zeitplan durcheinander. In einer Gesamtwertung der beiden Trainingsläufe lag Monti vor Zardini und Thaler, gefolgt von Emery, Wörmann, Schelle. Nach den ersten beiden Durchgängen  lag Emery vor Monti und Thaler. Im zweiten Lauf versteuerte Sergio Zardini im „Fuchsloch“. Die gute Leistung von Österreich I war auf den ausgezeichneten Steuermann Thaler und der Startleistung von Nairz zurückzuführen.
Am 6. Februar wurde nur der dritte Lauf gefahren: Vorerst war auch der vierte Lauf programmiert, der aber noch vor Rennbeginn auf den 7. Februar verschoben wurde. Thaler konnte sich auf Rang 2 verbessern, während Monti die Einfahrt in den „Hexenkessel“ schlecht erwischte. Da Zardini die Tagesbestzeit aufstellte, hatte er noch berechtigte Chancen auf Silber oder Bronze. Der letztplatzierte belgische Bob schlug nach dem „Hexenkessel“ ein Loch in die Bahn, sodass auf einer Länge von etwa zwei Metern der Beton zum Vorschein kam. Trotzdem ließ man die restlichen fünf Bobs vom Start. Dadurch vergrößerte sich zwar die Beschädigung, doch resultierte daraus glücklicherweise kein Unfall.
Wahrscheinlich war die österreichische Chance auf Silber ausschlaggebend, dass zum abschließenden Lauf über 20.000 Besucher kamen (andere Angaben lauteten sogar 35.000). Als erste der Medaillenanwärter wurde Österreich I mit Startnummer 6 ins Rennen geschickt. Emery konnte sich dann schon als Sieger feiern lassen. Zardini wurde vom Schnee gehemmt, Monti war als Letzter an der Reihe. Der überraschende Sieg der Kanadier (Bahnrekord im ersten Lauf) musste auch unter dem Aspekt gesehen werden, dass sie erst dieses Jahr in dieser Besetzung fuhren und es in ihrer Heimat keine Bobbahn gab – sie hatten nur geringe Trainingsmöglichkeiten in Lake Placid und in Cortina d’Ampezzo.